# Детмолд (Меріленд)
Детмолд (англ. Detmold) — переписна місцевість (CDP) в США, в окрузі Аллегені штату Меріленд. Населення — 66 осіб (2020).

## Географія
Детмолд розташований за координатами 39°33′27″ пн. ш. 78°59′28″ зх. д. / 39.55750° пн. ш. 78.99111° зх. д. (39.557365, -78.991143).  За даними Бюро перепису населення США в 2010 році переписна місцевість мала площу 0,41 км², уся площа — суходіл.

## Демографія
Згідно з переписом 2010 року, у переписній місцевості мешкала 71 особа в 33 домогосподарствах у складі 21 родини. Густота населення становила 175 осіб/км².  Було 39 помешкань (96/км²).
Расовий склад населення:
| - 100,0 % — білих |

До двох чи більше рас належало 0,0 %. Частка іспаномовних становила 0,0 % від усіх жителів.
За віковим діапазоном населення розподілялося таким чином: 11,3 % — особи молодші 18 років, 64,8 % — особи у віці 18—64 років, 23,9 % — особи у віці 65 років та старші. Медіана віку мешканця становила 49,3 року. На 100 осіб жіночої статі у переписній місцевості припадало 77,5 чоловіків;  на 100 жінок у віці від 18 років та старших — 80,0 чоловіків також старших 18 років.
Цивільне працевлаштоване населення становило 36 осіб. Основні галузі зайнятості: освіта, охорона здоров'я та соціальна допомога — 50,0 %, публічна адміністрація — 25,0 %.